# 大蘇霍迪爾
48°25′31″N 39°53′21″E / 48.42528°N 39.88917°E
大蘇霍迪爾（烏克蘭語：Великий Суходіл）是位於烏克蘭東部的村莊，由盧甘斯克州多夫然斯克區的索羅基內市鎮負責管轄。該村始建於1820年，面積0.01平方公里，海拔高度29米，2001年人口1,485。